# Cykeltaxi
Cykeltaxi, pedicab, cykelrickshaw eller velorickshaw er en cykel med en vogn hvor føreren befordrer personer. Cykeldelen kan enten være ved siden af eller foran passagerdelen. I nogle lande, som for eksempel på Filippinerne, kaldes den slags befordringsmidler for tricycle, et engelsk ord som ellers bruges om alt fra sædvanlige trehjulede cykler til børn til motoriserede køretøjer – også små lastbiler – på tre hjul.
- En cykelrickshaw i indisk stil, fotograferet i Stockholm
- Elever ved den muslimske drengeskole Fizalamedina Madrasah i Raikhad i Gujarat i Indien slapper af i en cykeltaxi
- Cykel rickshaw dekoration i dhaka, Bangladesh i 2023